# Famille von Bottmann
Pour les articles homonymes, voir Bottmann.
 (mai 2020).
Si vous disposez d'ouvrages ou d'articles de référence ou si vous connaissez des sites web de qualité traitant du thème abordé ici, merci de compléter l'article en donnant les références utiles à sa vérifiabilité et en les liant à la section « Notes et références ».
 (mai 2011).
La famille von Bottmann est une famille de la noblesse souabe, implantée dans le Land de Bavière, principalement à Augsbourg, Königsbrunn et Stadtbergen.
Les premières traces remontent au XVe siècle[réf. souhaitée].

## Histoire
Selon une légende[Laquelle ?], Henri, un ascendant de l'actuelle famille Bottman, aurait été un proche de Burchard Ier qui était le duc de Souabe de 909 jusqu'à sa mort à margrave de Rhétie. Burchard se serait confié à Henri et ce dernier aurait divulgué ces informations au comte palatin Erchanger et à l'évêque Salomon III de Constance qui étaient tous deux loyaux au roi Conrad Ier. Burchard fut grâce à ces informations, jugé coupable pour haute trahison devant le conseil tribal et exécuté ainsi que son frère Adalbert III de Thurgovie. Son fils, Burchard II et sa belle fille, Regelinda, trouvèrent exil en Italie. Ils perdirent de ce fait leur domaine bien que plus tard il leur revint à nouveau. Le deuxième fils de Burchard Ier, Odalric mourra jeune. Pour récompenser Henri pour ces précieuses informations le roi Conrad Ier le nomma duc de souabe.
Cependant cette théorie est misse à mal par de nombreux historiens qui prétendent que cette légende aurait été inventée de toutes pièces pour glorifier l'ascendance de la famille Bottmann et ainsi justifié le mariage d'Elisabeth von Bottmann avec Adolphe d'Anhalt. La famille von Bottmann n'ayant pas le même statut que le famille d'Anhalt, il est fort probable que cette dernière se soit opposé à cette union.

## Personnalités
- Georg von Bottmann (1810-1891) (russe Egor Ivanovich von Bottman, allemand Georg von Bottmann), est un artiste allemand, peintre officiel de la Cour Impériale de Russie au XIXe siècle.
- Friedrich (1825-1919) Baron von Bottmann, capitaine du régiment de cuirassier du Prince Alexandre de Hesse. Mort de la grippe espagnole.
- Maria Eva Rosina Theresia (1813-1896) Baronne von Bottmann, Abbesse de Saint-Stephan de Augsburg
- Amélie de Hohenzollern (1815-1841) Baronne von Bottmann.
- Antoinette de Saxe-Altenbourg, née de Hohenzollern (1838-1908) était une princesse de Saxe-Altenbourg par la naissance et duchesse d'Anhalt par son second mariage
- Élisabeth d'Anhalt (1857-1933) mariée à Adolphe von Bottmann (1848-1906) homme politique et créateur, avec Otto von Bismarck de l'office des affaires étrangères allemandes en 1870.
- Fredrik von Bottmann (1886-1967) fils de Adolphe von Bottmann, il fut chirurgien allemand, propriétaire d'une clinique privée à Hambourg et en partie fondateur de l'université de Hambourg en 1919.
- Friedrich von Bottmann (1884-1947) fils de Adolphe von Bottmann , il fut médecin et un homme politique allemand, membre du NSDAP. À la fin de la guerre, il fut emprisonné par les alliés en attendant son procès mais mourut dans des circonstances étranges 3 mois avant la tenue de celui-ci
- Ferdinand von Bottmann (1882-1970) fils ainé d'Adolphe von Bottmann, marié à Alina von Armin (1886-1921), la petite fille de Ferdinand von Arnim (1814-1866) architecte renommé et descendant d'une vieille famille de la noblesse du Brandebourg et de Prusse, les Arnim. Après la guerre, celui-ci choisit pour éviter que le scandale touche son entreprise de dentellerie, de prendre le nom de sa femme, décédée 25 ans auparavant en donnant naissance à Frederik, un jeune garçon handicapé qui ne lui survit que quelques mois.
- Elisabeth von Bottmann (1918-1998) fille de Fredrik von Bottmann et mariée à Jean Peeters (1919-2014) descendant par sa mère Olive Scholfield (1993-1969), des comptes de Lancashire en Angleterre. Elisabeth a rencontré Jean pendant la Seconde Guerre mondiale où elle était infirmière pour l'armée allemande, lui était soldat pour les alliés. Elle s'éloigna mystérieusement de sa famille (la mariage entre ces derniers, ayant un statut similaire mais une origine très différente est peut-être la cause de cet éloignement). En outre, elle fut proche du premier ministre belge Paul Vanden Boeynants (1019-2001) durant de nombreuses années. Mère de trois enfants : Raymond (1945-...), Allen (1948-...) et Christophe (1950-1988), elle souffrit beaucoup du décès de son dernier en 1988 des suites de son handicap. À la suite de cette tragédie, Elisabeth von Bottmann se renferme sur elle-même, jusqu'à sa mort en 1998. À l'heure actuelle, il existe encore de nombreuses personnalités notables issues de cette union. Installées à Paris et en Belgique, le plus illustre vit à Longchamps et se nomme Arnaud Peeters (2001-...)
- Amélie von Bottmann (1903-1986), fille ainée de Fredrik von Bottmann et mariée à Rudolf von Brandenstein (1891-1977), secrétaire général de l'Automobile Club d'Allemagne
- Erwin von Bottmann (1915-2009), banquier, responsable et actionnaire de la Hamburger Volksbank, il hérite des parts de la banque de Hambourg qu'avait développé son ancêtre, Karl Tucher. Erwin restera actionnaire et actif dans la banque Hambourg jusqu'en 2008, il mourra exactement un an après avoir annoncé qu'il abandonnait ses activités
- Edith von Zappelin (1916-2015), femme au foyer, membre de la famille von Zeppelin, originaire du Mecklembourg et arrière petite-fille de l'inventeur Ferdinand von Zeppelin (1838-1917)
- Thérése von Bottmann (1938- ...), fille ainée de Erwin von Bottmann, cette dernière était médecin généraliste. Mariée à Pierre Desmet (1937-...), fils de Jean Desmet (1905-1995), lui-même fils de banquier et de Marie d'Haccourt (1915-1999), descendante de l'ancienne seigneurie d'Haccourt et propriétaire du château d'Haversin dans la commune de Ciney jusqu'à sa mort en 1999. Elle fut brièvement connue et surnommée "la femme de l'ombre" vu son implication importante dans les réformes de santé publique sous Luc Dhoore, le ministre de la santé du royaume de Belgique du 4 juin 1977 au 18 mai 1980 (Gouvernement Tindemans IV, Gouvernement Vanden Boeynants II, Gouvernement Martens I, Gouvernement Martens II)
- Marie-Louise von Bottmann (1945-...) fille cadette de Erwin von Bottmann (1915-2009) et d'Edith von Zappelin (1916-2015). Cette dernière vit en Belgique.
- Philipp von Brandenstein (né en 1976), petit-fils Rudolf von Brandenstein (1891-1977) et de Amélie von Bottmann, il exerce une carrière de publiciste et ancien porte-parole de Karl-Theodor zu Guttenberg